# Nederländska Antillerna i olympiska sommarspelen 1988
Nederländska Antillerna deltog i de olympiska sommarspelen 1988, och landet tog ett silver.

## Medaljer

### Silver
- Jan Boersma - Segling, Division II